# Ansgar Heveling

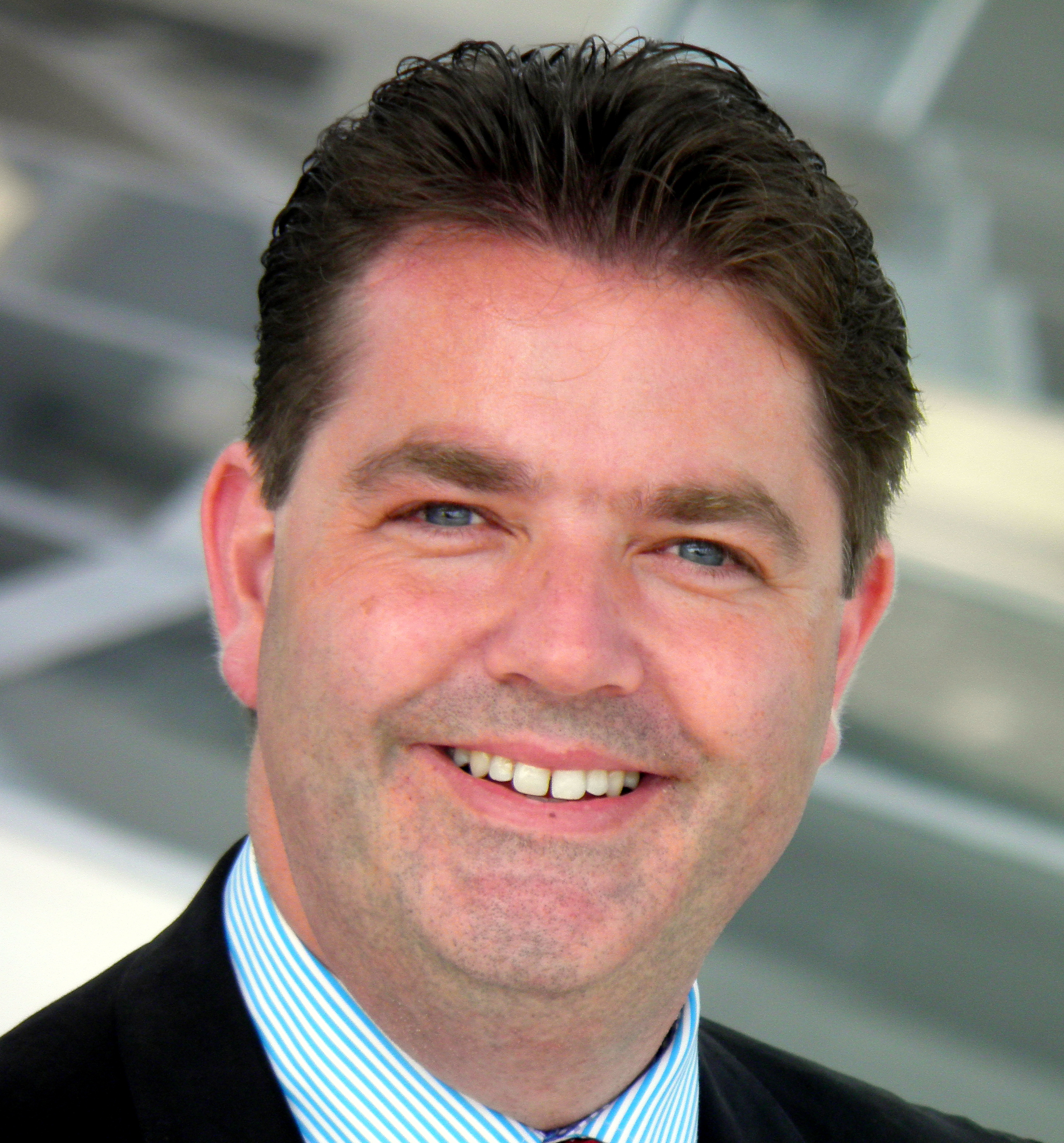
Ansgar Heveling (2012)

Ansgar Guido Karl Johannes Heveling (* 3. Juli 1972 in Rheydt) ist ein deutscher Politiker (CDU) und Jurist aus Korschenbroich, Nordrhein-Westfalen. Heveling ist seit Oktober 2009 Mitglied des Deutschen Bundestages. Er ist seit 2021 Kreisvorsitzender der CDU im Rhein-Kreis Neuss und war von 2002 bis 2009 Vorsitzender der CDU-Stadtratsfraktion in Korschenbroich.

## Berufliche Laufbahn
Heveling besuchte eine katholische Grundschule in Korschenbroich und machte 1992 sein Abitur am Stiftischen Humanistischen Gymnasium Mönchengladbach. Am Ende seines Grundwehrdienstes in Braunschweig erhielt er die Ehrenmedaille der Bundeswehr. Von 1993 bis 1997 studierte er an der Rheinischen Friedrich-Wilhelm Universität Bonn Rechtswissenschaften und schloss dieses Studium mit dem ersten Staatsexamen ab. Von 1997 bis 2001 leistete er das Rechtsreferendariat unter anderem mit Station am bischöflichen Generalvikariat Aachen (Abteilung weltliches Recht) ab und absolvierte ein verwaltungswissenschaftliches Ergänzungsstudium an der Deutschen Hochschule für Verwaltungswissenschaften in Speyer. Diese Ausbildung beendete er mit dem zweiten Staatsexamen.
Von 2001 bis 2002 arbeitete er als Rechtsanwalt in einer Kanzlei in Korschenbroich.

## Politische Karriere

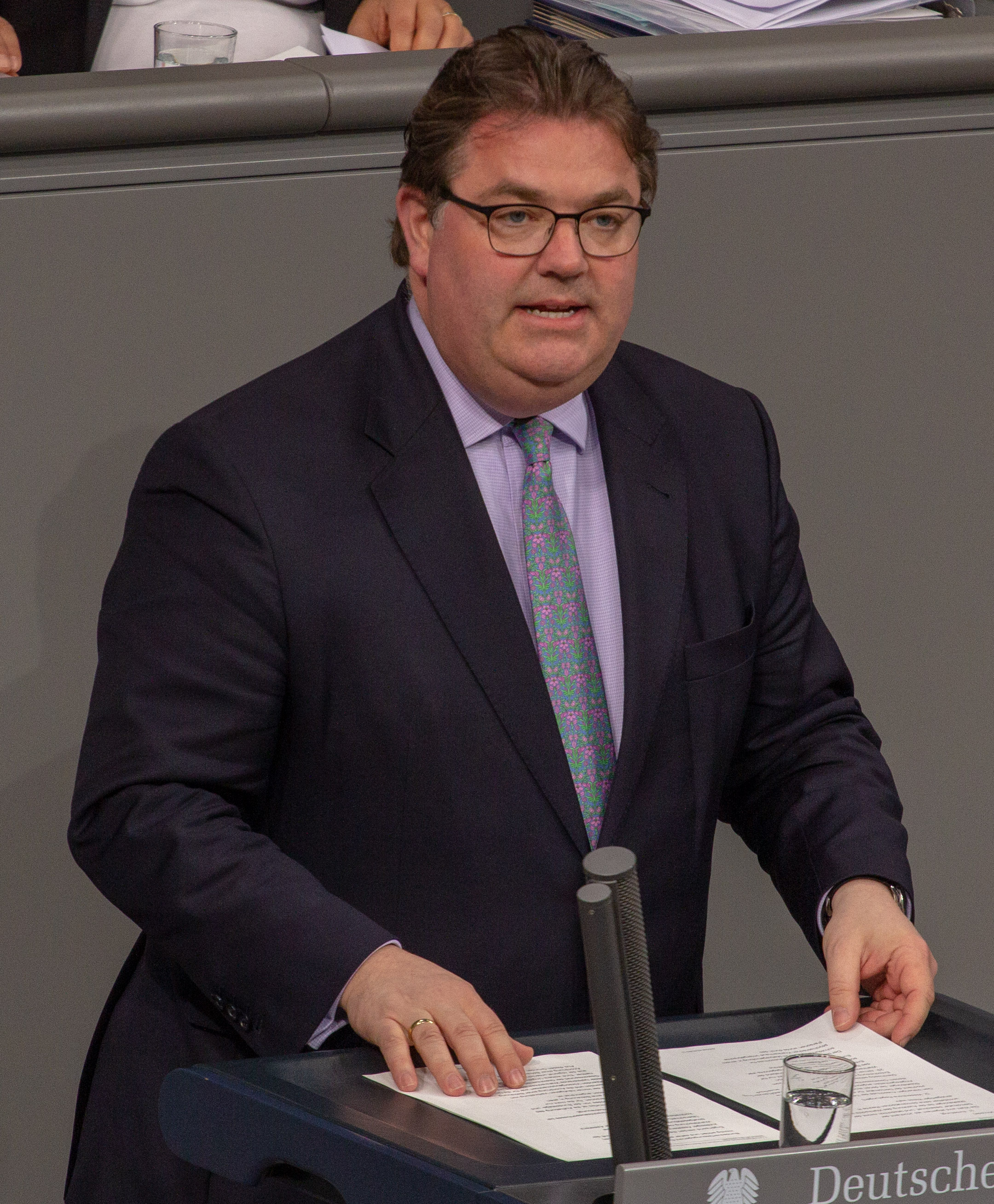
Heveling im Bundestag, 2019

Im Jahr 1989 trat Heveling in die Schüler Union und die Junge Union in Mönchengladbach ein. Bis 1992 war er u. a. Landesgeschäftsführer der Schüler Union Nordrhein-Westfalen. Von 1992 bis 1995 war er Vorsitzender der Jungen Union Korschenbroich. Zwischen 1997 und 2000 war er Kreisvorsitzender der Jungen Union Neuss und zwischen 1996 und 1998 stellvertretender Vorsitzender des Bezirksverbandes Niederrhein. Seit dem 20. November 2021 ist er Kreisvorsitzender der CDU im Rhein-Kreis Neuss.
Heveling trat 1991 in die CDU ein. Seit 1992 gehört er dem Stadtverbandsvorstand Korschenbroich und dem CDU-Ortsverbandsvorstand Korschenbroich und Pesch an, 2000 wurde er Vorsitzender des Stadtverbandes.
Seit 1997 ist er Mitglied im Kreisvorstand Neuss und von 2011 bis 2017 stellvertretender Kreisvorsitzender. Von 2006 bis 2011 war Heveling Schatzmeister der CDU im Rhein-Kreis Neuss.
Zwischen 1999 und 2009 ist er Mitglied im Stadtrat Korschenbroich, von 2002 bis 2009 als Vorsitzender der CDU-Fraktion.
Zwischen 2003 und 2005 war er Referent für Verkehrspolitik bei der CDU-Landtagsfraktion Nordrhein-Westfalen. Von 2005 bis 2009 war er Referent und stellvertretender Leiter im Büro des nordrhein-westfälischen Finanzministers Helmut Linssen.
Bei der Bundestagswahl 2009 trat er im Wahlkreis Krefeld I – Neuss II an und gewann mit 42,3 % der Erststimmen das Direktmandat. Damit ist er seit Oktober 2009 Mitglied des Deutschen Bundestages. 2013 wurde er mit 49,1 %, 2017 mit 42,4 % sowie 2021 mit 33,4 % erneut als Direktkandidat in den Bundestag gewählt. Auch bei der Bundestagswahl 2025 holte er mit 37,8 % der Erststimmen das Direktmandat und wird in den 21. Deutschen Bundestag einziehen.
Bis Juni 2024 hielt Heveling insgesamt 100 Reden im Bundestag.

## Positionen
Ende Januar 2012 zählte Heveling zu den Mitunterzeichnern eines Unterstützungsschreibens für den gescheiterten Gesetzesentwurf Stop Online Piracy Act (SOPA) der USA. Sein Fraktionskollege Michael Kretschmer bescheinigte Heveling daraufhin „mangelndes Fachwissen“ auf dem Gebiet der Netzpolitik.
Am 30. Januar 2012 zeichnete Heveling in einem Gastkommentar im Handelsblatt mit dem Titel Bürger, verteidigt Eure Werte auch im Netz! laut der Süddeutschen Zeitung „ein düsteres Bild eines ‚Endkampfes‘ zwischen Internet-Nutzern und -Nichtnutzern“, in dem er u. a. die Thesen amerikanischen Informatikers Jaron Lanier zitierte, dass das Web 2.0 eine Art „Digitalen Maoismus“ erzeuge. Der Aufsatz wurde von zahlreichen Medien und Politikern – auch aus der eigenen Fraktion – scharf kritisiert; die stellvertretende CSU-Generalsekretärin Dorothee Bär empfahl Heveling darüber nachzudenken, „ob er als Politiker den richtigen Beruf gewählt hat.“ Zudem wurde seine Webpräsenz angegriffen und war vorübergehend nicht zu erreichen. Kurz darauf wies ein Blogger darauf hin, dass in Hevelings Newsletter Bilder von Wikimedia Commons verwendet wurden, ohne Fotografen und Lizenz korrekt zu nennen.
Am 31. Januar 2012 nahm er zu den Reaktionen auf seinen Gastkommentar wie folgt Stellung: „Die Art und Weise der Reaktionen haben mir zudem gezeigt, dass meine Grundthesen stimmen. Eigentlich läuft jetzt genau das ab, worauf ich aufmerksam gemacht habe.“ Heveling äußerte die Erwartung, „dass es schon bald eine Generation geben wird, die mit dem Internet ganz anders umgeht. Blogger haben dann keine Relevanz mehr.“

## Mitgliedschaften
Heveling war seit 2015 Vorsitzender des Innenausschusses des 18. Deutschen Bundestages. Außerdem war er als Obmann der CDU/CSU-Bundestagsfraktion im Kulturausschuss tätig. Zudem war er Teil der Enquete-Kommission Internet und digitale Gesellschaft und war Mitglied des Rechtsausschusses des Deutschen Bundestages. Seit 2018 ist Heveling Justitiar der CDU/CSU-Bundestagsfraktion.
Im 20. Deutschen Bundestag ist Heveling ordentliches Mitglied im Wahlausschuss, im Wahlprüfungsausschuss, im Rechtsausschuss sowie dem Ausschuss für Wahlprüfung, Immunität und Geschäftsordnung. Zudem gehört er als stellvertretendes Mitglied dem Ausschuss für Kultur und Medien an.
Heveling ist Mitglied der überparteilichen Europa-Union Deutschland, die sich für ein föderales Europa und den europäischen Einigungsprozess einsetzt.

## Privates
Heveling lebt in Korschenbroich und ist seit 2002 verheiratet. Er hat einen Sohn. Heveling ist römisch-katholischer Konfession.